# Ministère de la Défense nationale (Corée du Nord)
 (septembre 2016).
Si vous disposez d'ouvrages ou d'articles de référence ou si vous connaissez des sites web de qualité traitant du thème abordé ici, merci de compléter l'article en donnant les références utiles à sa vérifiabilité et en les liant à la section « Notes et références ».
Pour les articles homonymes, voir Ministère de la Défense nationale.
Le ministère de la Défense nationale est le département du gouvernement nord-coréen chargé de l'organisation de la défense militaire et de la sécurité nationale. Il dispose des chefs d'état-major des forces armées nord-coréennes et de ses composantes, à savoir, l'armée de terre, la marine et l'armée de l'air nord-coréennes. L'actuel titulaire du poste de ministre de la Défense est Hyon Yong-chol.

## Liste des ministres
- Choi Yong-kun (2 septembre 1948 à 20 septembre 1957)
- Kim Kwang-hyop (20 septembre 1957 à octobre 1962)
- Kim Chang-bong (octobre 1962 à décembre 1968)
- Ch'oe Hyŏn (décembre 1968 à mai 1976)
- O Chin-u (mai 1976 à 25 février 1995)
- Choi Kwang (25 février 1995 à février 1997)
- Kim Il-chol (février 1997 à février 2009)
- Kim Yong-chun (février 2009 à avril 2012)
- Kim Jong-gak (avril 2012 à novembre 2012)
- Kim Kyok-sik (novembre 2012 à mai 2013)
- Jang Jong-nam (mai 2013 à 12 juin 2014)
- Hyon Yong-chol (12 juin 2014 à avril 2015)
- Pak Yong-sik (11 juillet 2015 à 4 juin 2018)
- No Kwang-chol (4 juin 2018 à décembre 2019)
- Kim Jong-gwan (décembre 2019 à 29 septembre 2021)
- Ri Yong-gil (29 septembre 2021 à 28 décembre 2022)
- Kang Sun-nam (28 décembre 2022 à aujourd'hui)